# Xênia França
Xênia Érica Estrela França (Candeias, 27 de fevereiro de 1989) é uma cantora e compositora brasileira.

## Biografia e carreira

### Início e carreira solo
Nascida no Recôncavo Baiano, passou a adolescência em Camaçari e mudou-se para São Paulo em 2004. Trabalhou como modelo até 2008, quando começou a cantar em bares. Conheceu Emicida, que a convidou para participar das gravações do EP Sua Mina Ouve Meu Rep Tamém e do álbum Emicídio, ambos de 2010. No ano seguinte, entrou para a banda Aláfia, com Pipo Pegoraro e Lucas Cirillo.
Em julho de 2016, lança o novo single e EP Breu, que ganha videoclipe.
Em 2017, lançou seu primeiro álbum solo, Xenia. Foi indicada para o Grammy Latino de 2018 nas categorias "Melhor Álbum Pop Contemporâneo" e "Melhor Canção em Língua Portuguesa" (com "Pra Que Me Chamas?"), e também para o Women Music Award 2018.
Em 2018, se apresentou num dos principais eventos de música dos Estados Unidos, o SummerStage, no Central Park, em Nova Iorque.
Em 2019, Xênia França se tornou a primeira artista brasileira a se apresentar no internacionalmente conhecido canal do Youtube COLORS. Em 27 de setembro, se apresentou no festival Rock in Rio ao lado de Seal no palco Sunset.
Em 2021, Xênia foi destaque do caderno de estilo do jornal americano The New York Times, ao lado de Larissa Luz e Luedji Luna, além de destaque no desfile parisiense da Chanel, marca francesa que a veste no Brasil. 
Em novembro de 2021, lança single com gravação inédita de "Paixão", uma das canções menos ouvidas da obra autoral de Gonzaguinha.

### Em Nome da Estrela(2022 - presente)
Em 2022, lança seu segundo álbum solo, Em Nome da Estrela, com participações de Rico Dalasam e Arthur Verocai. Como o primeiro álbum, este também tem produção musical de Pipo Pegoraro (outro ex-companheiro de Aláfia) e Lourenço Rebetez. O single de trabalho “Lua Soberana” (Ivan Lins e Vitor Martins), gravado com Luedji Luna, entra para música de abertura da nova versão da telenovela Renascer, da TV Globo.
Segundo a Rádio Nova Brasil, "o álbum ainda resgata duas preciosidades escondidas da MPB, pouco conhecidas do grande público: a canção Magia, de Djavan, gravada pelo alagoano apenas uma vez, em seu disco de estreia – A Voz, o Violão, a Música de Djavan, de 1976 – e nunca mais regravada por ninguém; e Futurível, de Gilberto Gil, lançada pelo baiano imortal em seu terceiro disco, homônimo, de 1969".
O álbum venceu o Grammy Latino 2023, na categoria "Melhor Álbum Pop Contemporâneo em Língua Portuguesa".
Ainda em 2023, foi uma das 52 mulheres fotografadas para o primeiro livro da Vogue.
Em setembro de 2023, se apresentou no festival The Town, em São Paulo.
No início de 2024, participa do segundo trabalho solo do cantor, compositor e violonista paulistano Jota.pê, intitulado Se o Meu Peito Fosse o Mundo na faixa "Naise".
Em janeiro de 2024, foi a única celebridade brasileira convidada para o desfile de alta-costura da Chanel, em Paris.
Em fevereiro de 2024, retoma o grupo musical Ayabass, formado com as também cantoras baianas Luedji Luna e Larissa Luz, para apresentação no Festival Viva Verão, em Salvador.
Em setembro de 2024, volta a se apresentar no Rock in Rio, agora como convidada de Luedji Luna.

## Discografia

### Álbuns de estúdio
| Título             | Detalhes da obra |
| ------------------ | --- |
| Xenia              | - Lançamento: 29 de setembro de 2017 - Formato(s):CD, LP, Download digital, streaming - Gravadora(s): Natura Musical |
| Em Nome da Estrela | - Lançamento: 03 de junho de 2022 - Formato(s):CD, LP, Download digital, streaming                                   |

### Com Banda Aláfia
- 2017 - SP Não É Sopa (Agogô)
- 2015 - Corpura (YB Music/Natura Musical)
- 2013 - Aláfia (YB Music)